# TuS Grevenbroich
Der TuS Grevenbroich (offiziell: Turn- und Sportverein Grevenbroich 1911 e.V.) ist ein Sportverein aus Grevenbroich im Rhein-Kreis Neuss. Die erste Fußballmannschaft spielte 17 Jahre in der höchsten niederrheinischen Amateurliga. Heimspielstätte ist das Schloss-Stadion.

## Geschichte
Der Verein wurde am 10. April 1911 als FC Grevenbroich als reiner Fußballverein gegründet. Sechs Jahre später wurde der Vereinsname in Viktoria Grevenbroich geändert, was nach Ende des Ersten Weltkrieges im November 1918 rückgängig gemacht wurde. 1924 fusionierte der FC mit dem drei Jahre zuvor gegründeten Schwimmverein Grevenbroich zum VfL Grevenbroich. Im Jahre 1935 fusionierte der FC Grevenbroich für eine ungenannte Zeit mit dem FC Orken Grevenbroich. 1945 fusioniert der VfL mit dem Turnclub Grevenbroich zum TuS Grevenbroich. Zwei Jahre später spaltete sich der Turnclub wieder ab.

### Fußball
Sportlich waren die Grevenbroicher Fußballer bis zum Ende des Zweiten Weltkrieges nur regional von Bedeutung. Im Jahre 1926 gelang der Aufstieg in die zweithöchste Spielklasse. Nach Kriegsende trat die Mannschaft in der Bezirksklasse an und erreichte 1946 das Halbfinale der  Britischen Zonenmeisterschaft am Niederrhein. Im Jahre 1953 schaffte sie den Aufstieg in die Landesliga, die seinerzeit höchste Amateurliga am Niederrhein. Der TuS hatte das Entscheidungsspiel um die Meisterschaft im neutralen Krefeld gegen Union Rheydt mit 1:0 nach Verlängerung gewonnen. Als abgeschlagener Tabellenletzter mussten die Grevenbroicher gleich wieder abstiegen. Kurioserweise konnte der TuS seine beiden Saisonsiege auswärts erreichen. 1957 gelang der Wiederaufstieg in die Landesliga, die nach der Einführung der Verbandsliga Niederrhein im Jahr zuvor nur noch die zweithöchste Amateurliga war.
1959 ging es erneut runter in die Bezirksklasse. Nach einem weiteren Abstecher von 1965 bis 1967 konnten sich die Grevenbroicher erst ab 1968 in der Landesliga etablieren. Im Jahre 1970 wurde die Mannschaft Vizemeister hinter dem SV Neukirchen, bevor der TuS zwei Jahre später gar den Aufstieg in die Verbandsliga Niederrhein schaffte. Zwei Jahre konnten sich die Grevenbroicher in der höchsten Amateurliga halten, bevor die Mannschaft 1975 wieder in die Landesliga absteigen musste. Nach dem direkten Wiederaufstieg wurde 1978 die Qualifikation für die neu geschaffene Oberliga Nordrhein verpasst. Abgesehen vom fünften Platz in der Saison 1979/80 spielte der TuS von nun an in der Verbandsliga gegen den Abstieg, der 1983 nicht mehr zu vermeiden war.
Fünf Jahre später ging es gar zurück in die Bezirksliga, bevor der TuS 1990 in die Landesliga und 1992 gar in die Verbandsliga zurückkehrte. Nach zwei Jahren in niederrheinischen Oberhaus ging es zurück in die Landesliga, wo die Grevenbroicher zunächst gegen den Abstieg kämpften und im Jahre 2001 Vizemeister hinter dem VfB Homberg wurden. Drei Jahre später schaffte die Mannschaft erneut den Aufstieg in die Verbandsliga, die bis 2006 gehalten werden konnte. Im Jahre 2013 stiegen die Grevenbroicher in die Bezirksliga und 2019 in die Kreisliga A ab.

### Leichtathletik
Der Sprinter Jakob Schüller wurde bei den Olympischen Spielen 1928 in Amsterdam Sechster im 200-Meter-Lauf.

## Persönlichkeiten
- Karl-Heinz Brücken
- Dieter Klever
- Csaba László
- Heinz Mostert
- Yves Ngongang
- Manfred Orzessek
- Hans-Günther Plücken
- Lothar Prehn
- Jakob Schüller
- Frank Schulz
- Peter Vogel
- Gerd Zewe